# Batanta

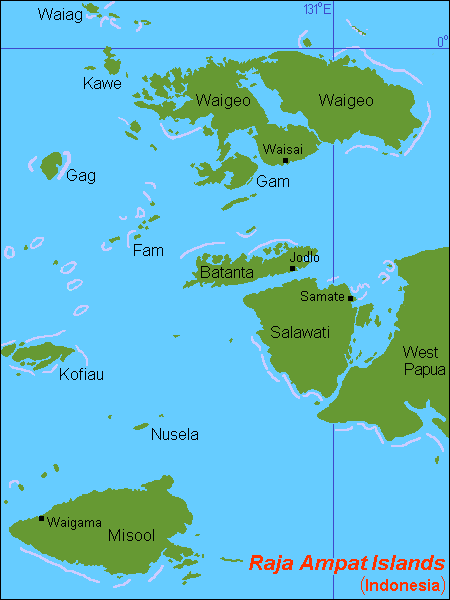
Quần đảo Raja Ampat

Batanta là một trong bốn đảo lớn thuộc quần đảo Raja Ampat ở tỉnh Tây Nam Papua, Indonesia. Diện tích của đảo là 453 km² và điểm cao nhất của đảo là 1184 m. Eo biển Pitt ngăn cách Batanta với Salawati, trong khi eo biển Dampier ngăn cách Batanta với Waigeo.
Eo biển Dampier được đặt theo tên của nhà thám hiểm người Anh William Dampier. Năm 1759, Thuyền trưởng William Wilson chèo thuyền của công ty Đông Ấn tên là Pitt qua lại các vùng biển này và đặt tên cho eo biển giữa Batanta và Salawati là Pitt, theo tên con tàu của ông.

## Lịch sử
Hồi giáo lần đầu tiên được đưa đến quần đảo Raja Ampat vào thế kỷ 15 do các liên hệ chính trị và kinh tế với Vương quốc Hồi giáo Bacan. Trong thế kỷ 16 và 17, Vương quốc Hồi giáo Tidore có quan hệ kinh tế chặt chẽ với đảo. Trong thời kỳ này, Hồi giáo được thiết lập vững chắc và các thủ lĩnh địa phương bắt đầu chấp nhận tôn giáo này. Batanta trong lịch sử từng nằm dưới sự cai trị của Vương quốc Salawati, một trong "Raja Ampat" (Tứ vương).

## Động vật
Các loài bò sát, động vật có vú và chim sau đây được tìm thấy trên đảo:
- Kỳ đà cây đốm xanh (Varanus macraei)
- Kỳ đà cá sấu (Varanus salvadorii)
- Lợn rừng (Sus scrofa) (loài du nhập thời tiền sử)
- Chuột đen (Rattus rattus) (không chắc; du nhập)
- Chim thiên đường Wilson (Cicinnurus respublica)
- Myoictis wallacei (không chắc)
- Echymipera kalubu (không chắc)
- Phalanger orientalis
- Spilocuscus maculatus
- Paramelomys platyops
- Dobsonia beauforti
- Dobsonia magna
- Macroglossus minimus
- Nyctimene albiventer (Dơi ăn quả mũi ống thông thường)
- Pteropus conspicillatus
- Rousettus amplexicaudatus
- Syconycteris australis
- Emballonura nigrescens
- Hipposideros cervinus
- Hipposideros diadema
- Hipposideros maggietaylorae
- Rhinolophus euryotis
- Miniopterus australis
- Myotis adversus (không chắc)
- Pipistrellus papuanus